# Nanni Erben

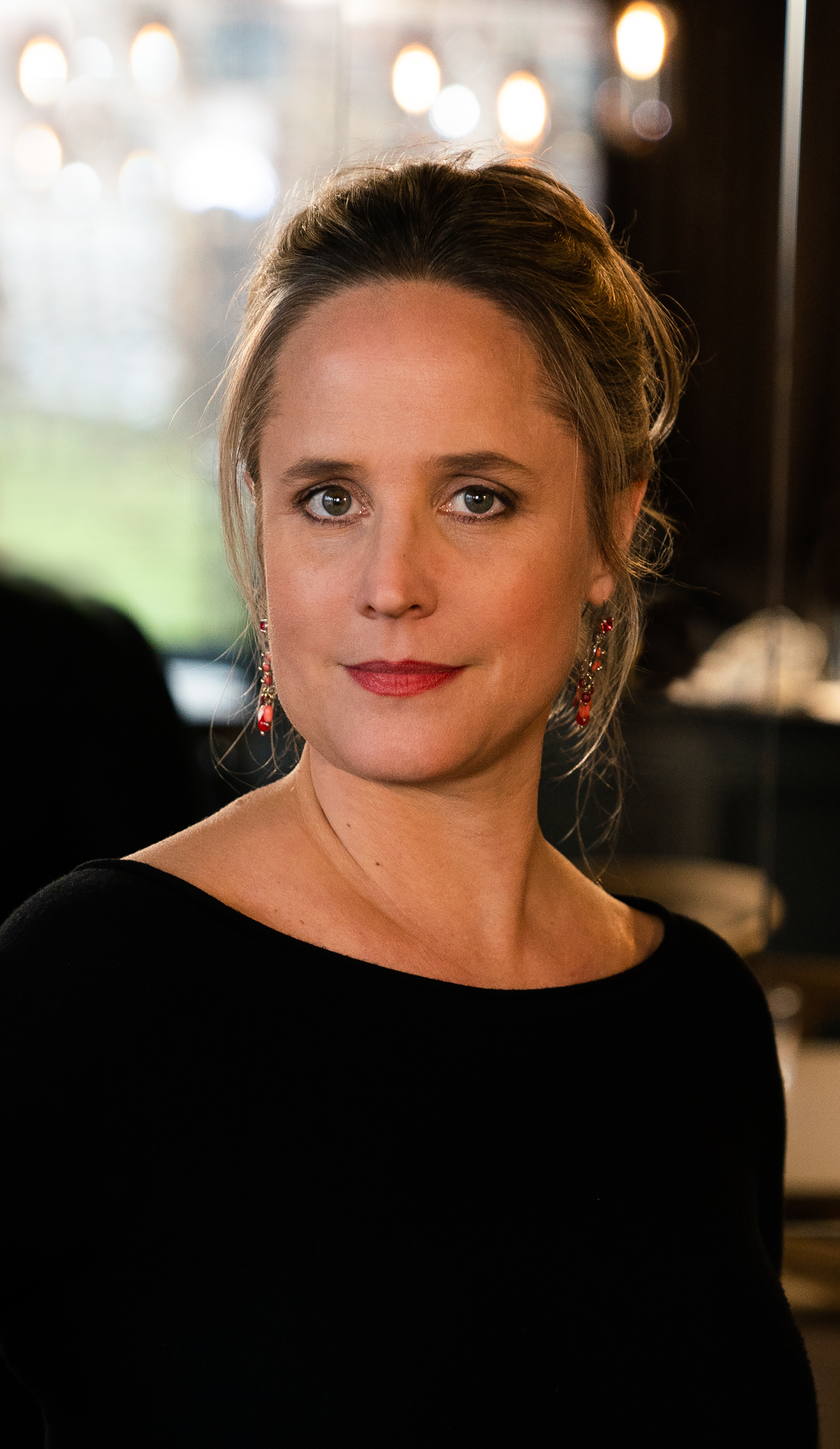
Nanni Erben (2020)

Nanni Erben (* 1974 in Singapur) ist eine deutsche Filmproduzentin.

## Leben
Nanni Erben ist die Tochter eines ZDF-Kameramanns und wurde 1974 in Singapur geboren. 1978 kam die Familie zurück nach Deutschland, nach Nieder-Olm. Nach einigen Jahren als Aufnahmeleiterin fürs ZDF studierte Nanni Erben Filmproduktion an der Filmakademie Baden-Württemberg von 1996 bis 1999. Danach wurde sie als Produzentin bei Regina Ziegler tätig. Seit 2012 war sie als Produzentin bei Wiedemann & Berg Filmproduktion tätig, seit 2018 auch als Geschäftsführerin. 2020 gründete sie gemeinsam mit Gunnar Juncken die MadeFor Film GmbH. Sie verantwortet als Produzentin zahlreiche TV-Filme, Events und Serien.

## Filmografie (Auswahl)
- 2002: Vollweib sucht Halbtagsmann
- 2004: Zwei Männer und ein Baby
- 2005: Fünf-Sterne-Kerle inklusive
- 2005: Hengstparade
- 2006: Stunde der Entscheidung
- 2006: Die Hochzeit meiner Töchter
- 2007: Was heißt hier Oma!
- 2007: Ich leih’ mir eine Familie
- 2009: Schwarzwaldliebe
- 2009: Die Lebenslüge
- 2015: Tatort: Ätzend
- seit 2016: Marie fängt Feuer (Fernsehreihe)
- 2016: Tatort: Auf einen Schlag
- 2016: Tatort: Der treue Roy
- 2017: Tatort: Der scheidende Schupo
- 2017: Tatort: Der wüste Gobi
- 2017: Tatort: Level X
- 2018: Fischer sucht Frau
- seit 2019: Frau Jordan stellt gleich (Fernsehserie)
- 2019: Tatort: Die harte Kern
- 2019: Nur mit Dir zusammen
- 2020: Tatort: Die Zeit ist gekommen
- 2020: Tatort: Parasomnia
- 2020: Tatort: Der letzte Schrey
- 2020: Lehrerin auf Entzug
- 2021: Tatort: Der feine Geist
- 2021: Tatort: Rettung so nah
- 2021: Retter der Meere: Tödliche Strandung
- 2021: Mirella Schulze rettet die Welt (Fernsehserie)
- 2021: Tatort: Unsichtbar
- 2022: Tatort: Das kalte Haus
- 2022: Then You Run
- 2021: Loving Her
- 2022: Dianas letzte Nacht
- 2022: Tatort: Katz und Maus
- 2023: Tatort: Totes Herz
- 2023: Dünentod – Ein Nordsee-Krimi: Das Grab am Strand
- 2023: Dünentod – Ein Nordsee-Krimi: Tödliche Falle
- 2023: Tatort: Nichts als die Wahrheit
- 2023: Tatort: Was ihr nicht seht
- 2023: Dünentod – Ein Nordsee-Krimi: Tod auf dem Meer
- 2024: Dünentod – Ein Nordsee-Krimi: Falsches Spiel
- 2024: Dünentod – Ein Nordsee-Krimi: Frau am Strand
- 2024: Vorübergehend Glücklich - Vredenhorst und Opimemaral
- 2024: Marie fängt Feuer (Folgen 19–22)
- 2024: Tatort: Unter Feuer
- 2025: Dünentod – Ein Nordsee-Krimi: Schatten der Vergangenheit
- 2025: Dünentod – Ein Nordsee-Krimi: Tödliche Geheimnisse

## Auszeichnungen und Nominierungen
- 2018: Nominierung für den Hamburger Produzentenpreis für Deutsche Fernsehproduktionen beim Filmfest Hamburg für Fischer sucht Frau